# Ciclismo su pista

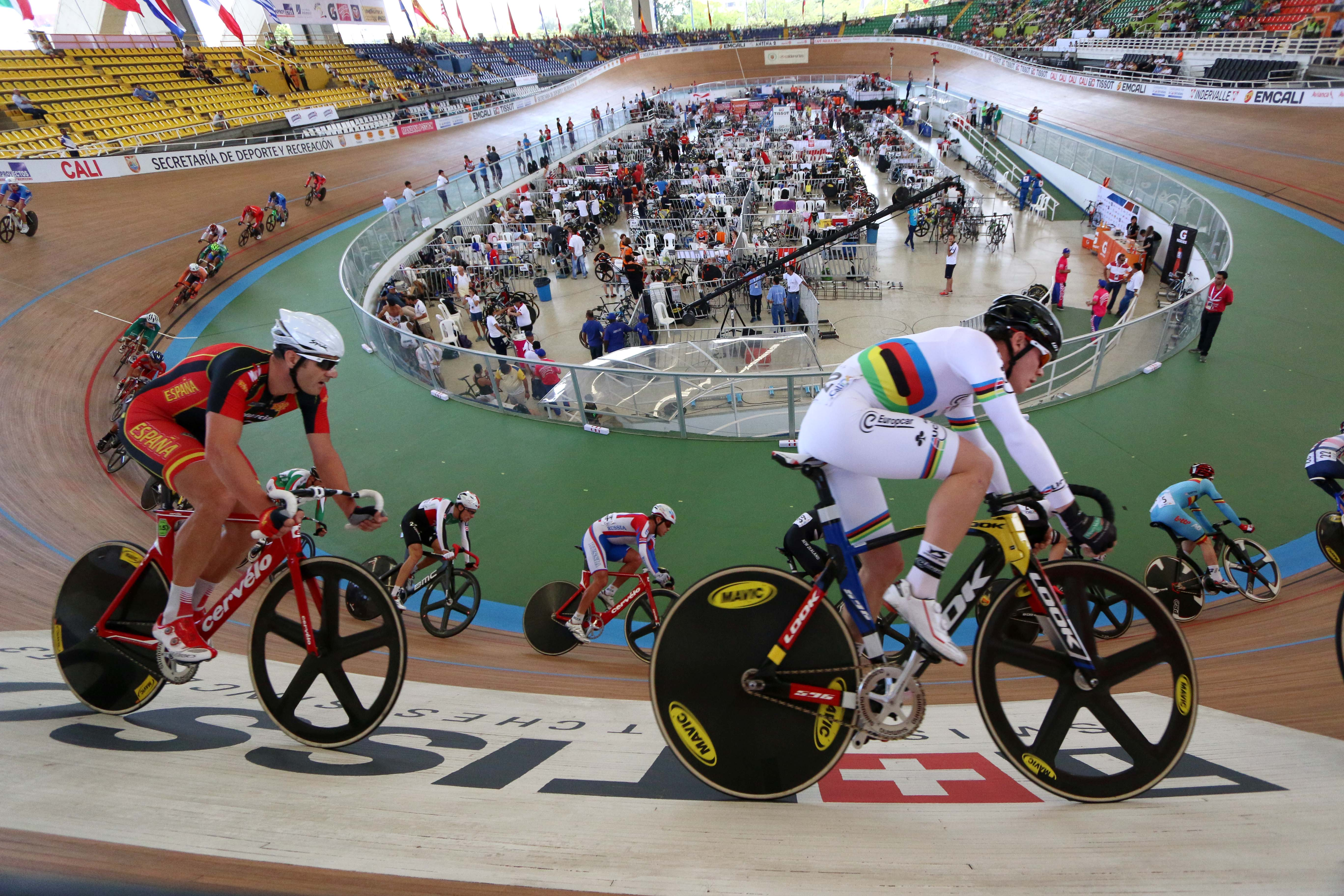
Gara di Coppa del mondo a Cali (2015)

Il ciclismo su pista è un genere di ciclismo che si svolge in un velodromo, su una pista formata da due rettilinei e da due curve inclinate in modo particolare per vincere la forza centrifuga. 
Si utilizzano biciclette specifiche, estremamente rigide e a scatto fisso, prive di freni e di cambio di velocità, con alta penetrazione aerodinamica. Il ciclista che si cimenta in una delle tante competizioni su pista è detto pistard.

## Storia

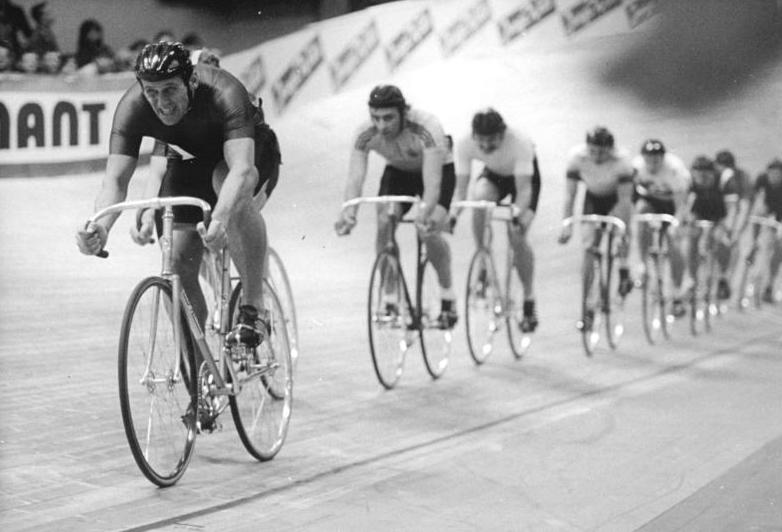
Ciclisti in gara in un velodromo

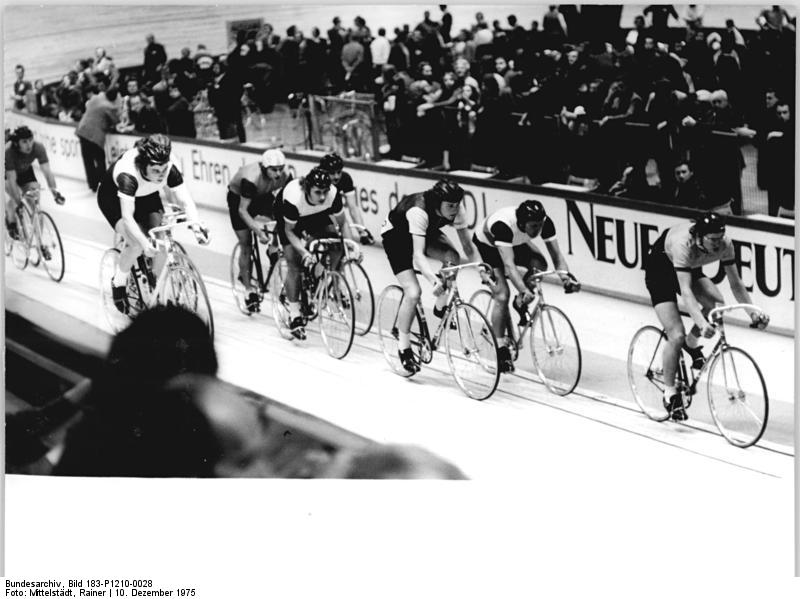
Ciclisti in gara in un velodromo

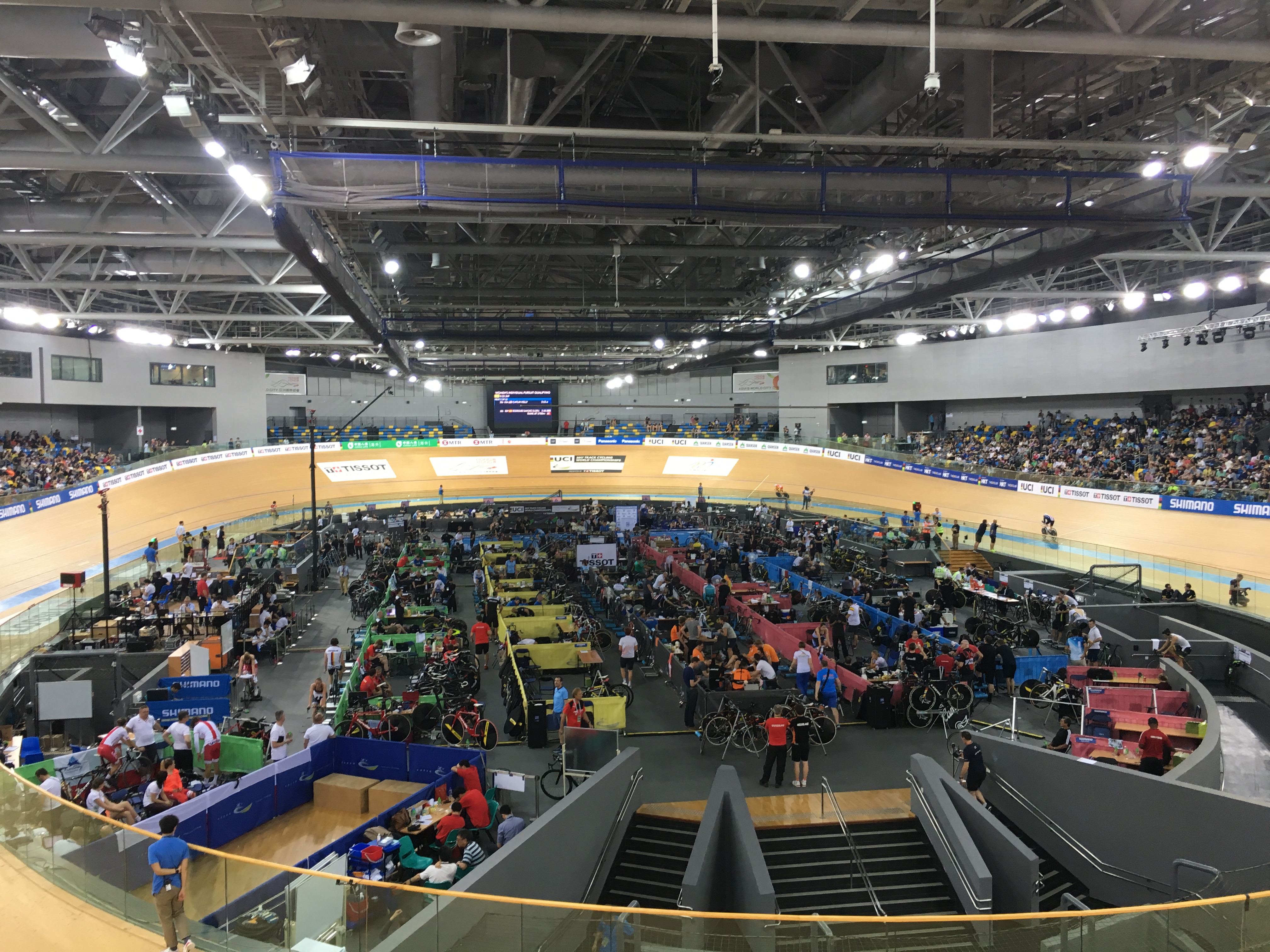
Manifestazione ciclistica in un velodromo al coperto

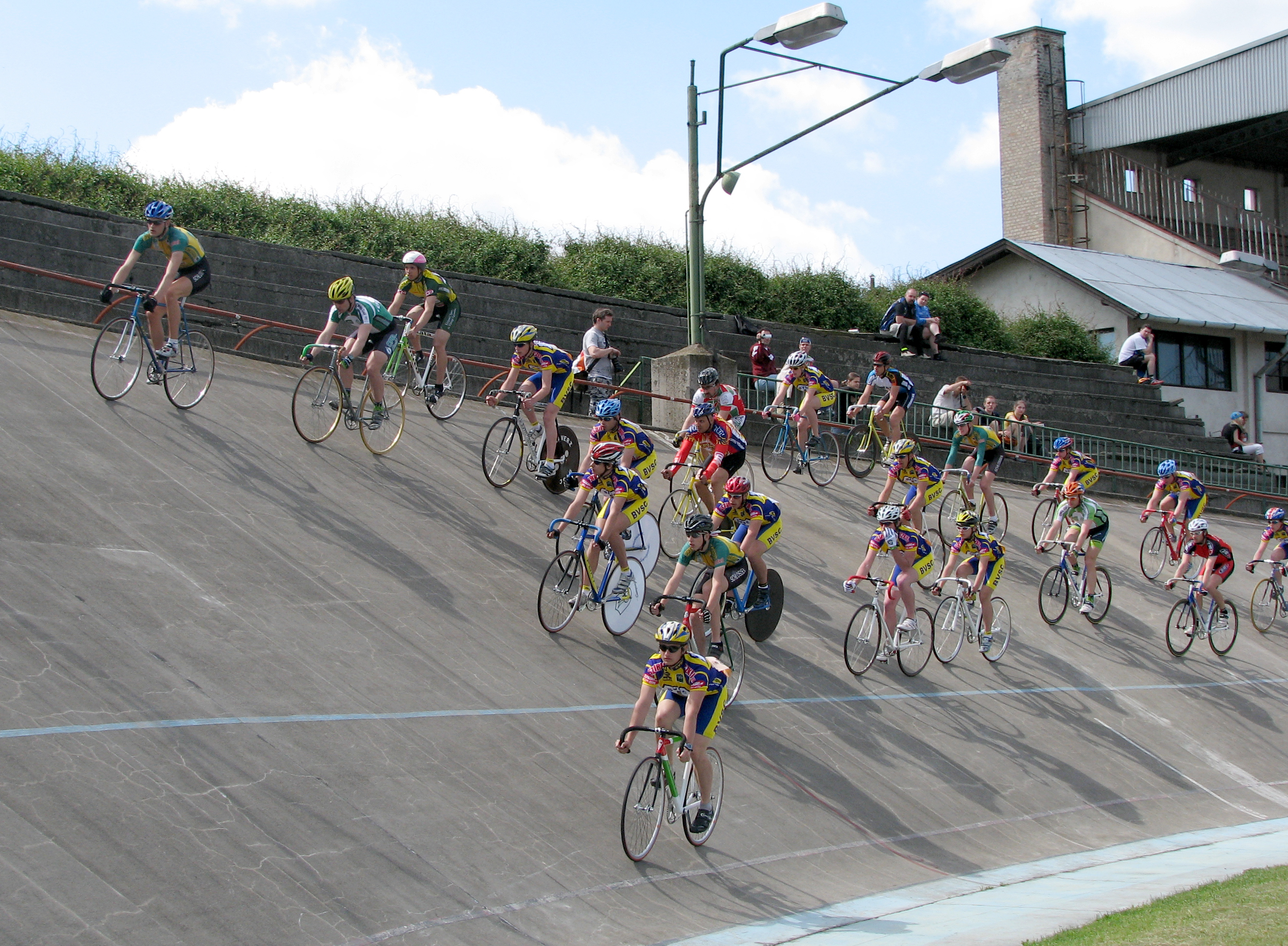
Manifestazione ciclistica in un velodromo all'aperto

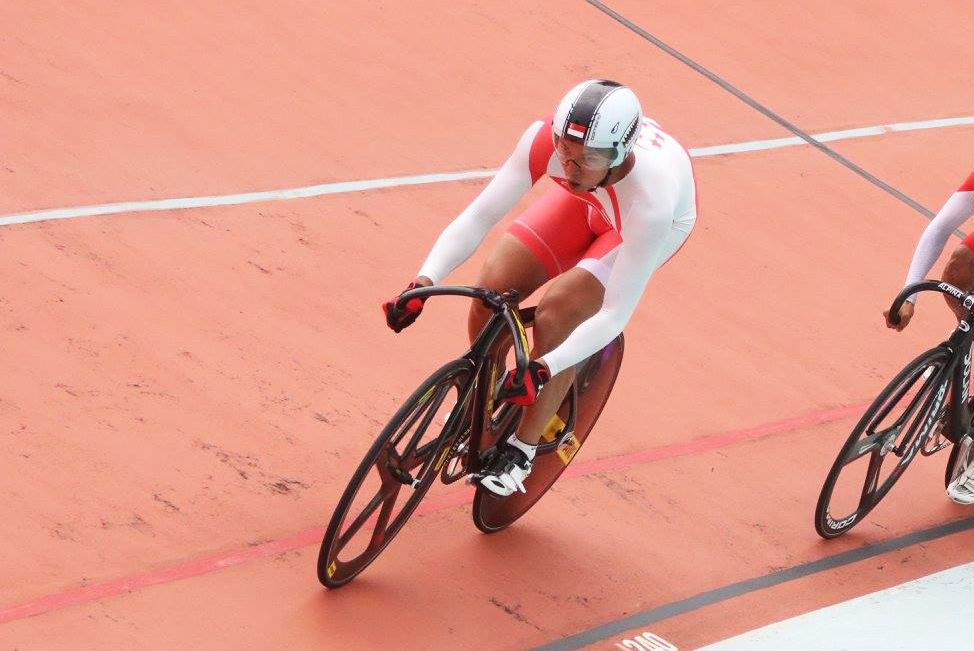
Gara ciclistica in un velodromo al coperto

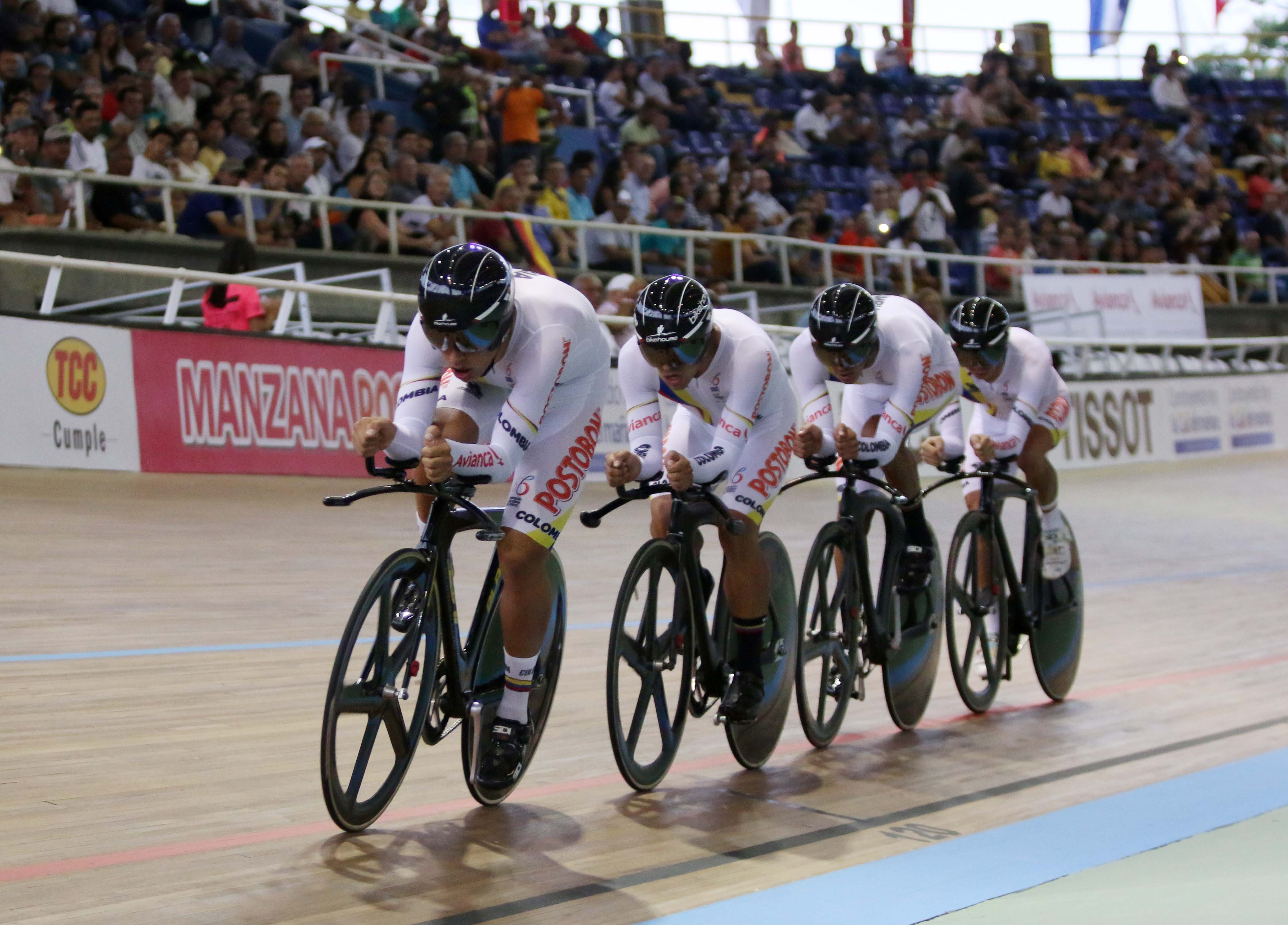
Gara all'inseguimento su pista

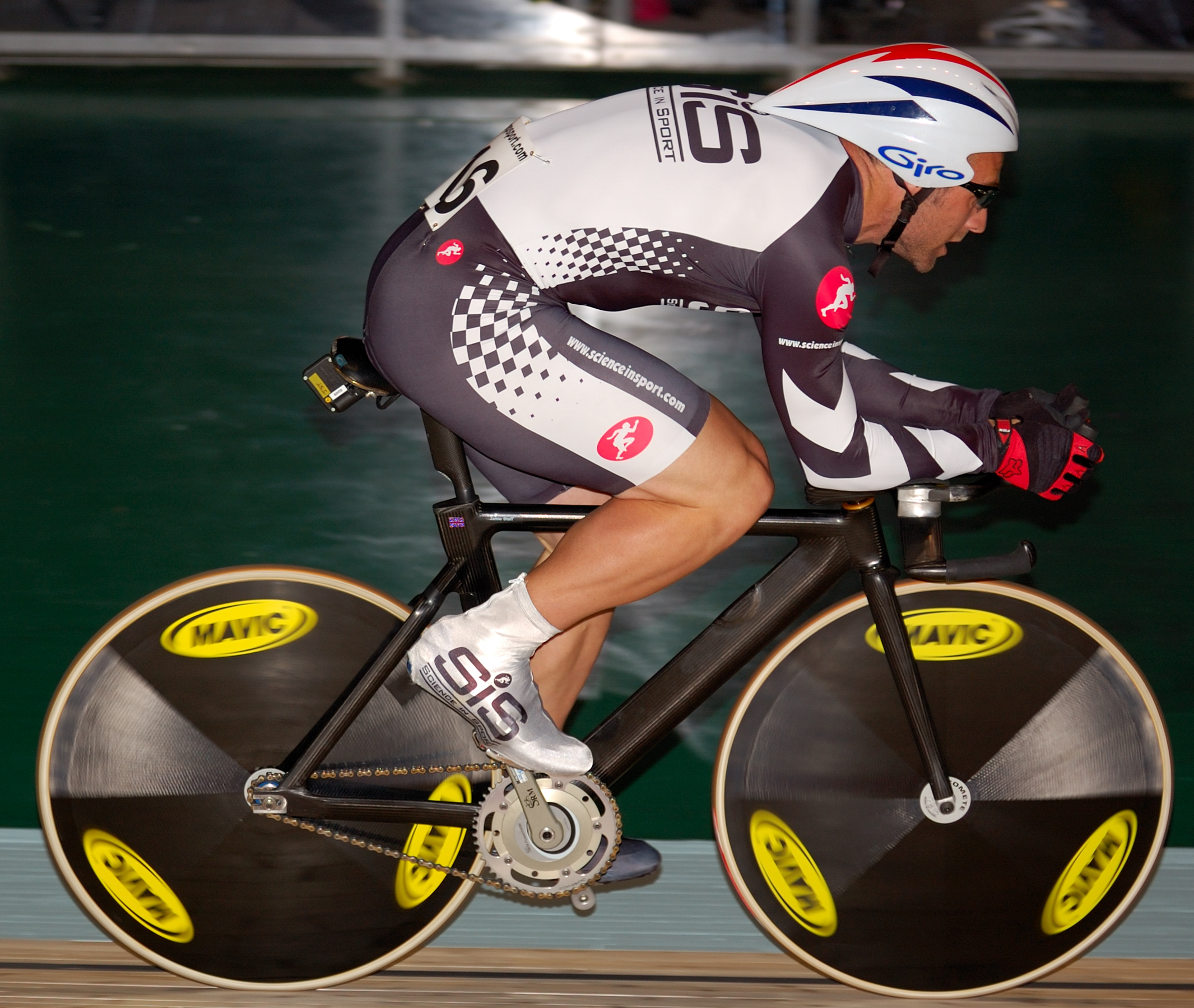
Ciclista impegnato in una Gara del chilometro da fermo

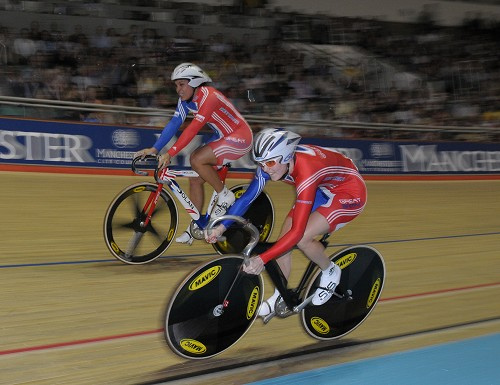
Gara dell'americana su pista

Nel 1892 si disputò il primo campionato mondiale a Londra, in occasione della fondazione della International Cyclist Association. Le gare inclusero prove di velocità e di mezzofondo. Nella terza edizione, disputata a Colonia, fece la sua apparizione il professionismo, e di conseguenza alcune gare furono riservate a coloro che percepivano compensi.
In Italia la passione per il ciclismo su pista sbocciò verso la fine dell'Ottocento grazie alle imprese dei fratelli Nuvolari e di Romolo Buni, detto il Piccolo diavolo nero, celebre anche per la sua memorabile sfida con Buffalo Bill. Dal 1900 al 1915 il ciclismo su strada divenne più popolare di quello su pista, a causa di maggior interesse della stampa, ed i pistard in quegli anni si dovettero accontentare di grandi accoglienze solo negli Stati Uniti, in Germania,  Paesi Bassi, Francia e Danimarca. Tra le gare più seguite si imposero il mezzofondo (a ruota di una motocicletta guidata dall'allenatore), la velocità ed il record dell'ora, che attirò le attenzioni dei più importanti atleti e fu migliorato una ventina di volte durante il primo decennio del Novecento. Il periodo fra le due guerre espresse un numero elevato di fuoriclasse, a cominciare dal belga Jef Scherens, vincitore di ben sei titoli consecutivi e capace di ritornare al successo anche dopo l'interruzione bellica.
Dagli anni sessanta in poi si sono messi in evidenza atleti di scuole differenti; basti citare l'italiano Antonio Maspes, il francese Daniel Morelon e il giapponese Koichi Nakano nella velocità singola e tandem, la scuola sovietica, tedesca, italiana e francese nell'inseguimento. Alcuni ciclisti su pista sono stati anche professionisti su strada di successo: Alfredo Binda, Learco Guerra, Costante Girardengo, Eddy Merckx, Erik Zabel, Mark Cavendish e Bradley Wiggins.

## Descrizione

### Centri principali
Il ciclismo su pista è oggi molto popolare nei paesi dell'Europa Centro-occidentale (Francia, Regno Unito, Germania, Paesi Bassi, Belgio), in Giappone (soprattutto per la specialità del keirin) e in Australia e Nuova Zelanda. In passato il ciclismo su pista ha conosciuto una grossa diffusione negli Stati Uniti (con un picco di popolarità negli anni trenta, con la Sei giorni organizzata al Madison Square Garden), in Italia e nell'Unione Sovietica.

### Mezzo tecnologico
Una bicicletta da pista è un tipo di bicicletta a scatto fisso disegnata appositamente per ciclismo su pista in un velodromo. A differenza delle biciclette da corsa, usate per il ciclismo su strada, mancano di cambio e marce multiple nonché dei freni, ed usano un singolo pignone fisso e nessun meccanismo a ruota libera. Gli pneumatici sono piuttosto stretti e generalmente gonfiati a pressioni ben oltre quelle usate nel ciclismo su strada nel tentativo di minimizzare la resistenza al rotolamento causata dall'attrito e dalla deformazione dell'insieme pneumatico+camera d'aria (in quanto a maggiori pressioni corrisponde una minore impronta a terra, e un relativo minor schiacciamento del copertone).

### Specialità
Vi sono numerose tipologie di gara nel ciclismo su pista:
- Velocità: due, tre o quattro corridori si affrontano nello sprint percorrendo due o tre giri di pista. Gli ultimi 200 metri sono cronometrati (200 metri lanciati).
- Inseguimento: due corridori o due squadre si inseguono in una prova cronometrata partendo da due punti opposti della pista. Vince chi raggiunge l'avversario o impiega meno tempo a coprire la distanza prefissata.
- Chilometro e 500 metri a cronometro: ciascun corridore percorre nel minor tempo possibile la distanza di un chilometro (500 metri per le donne) partendo da fermo.
- Corsa a punti: durante la prova si svolgono diverse volate di gruppo, assegnando punteggi ai primi 4 (5-3-2-1 punti); 20 punti vanno inoltre a chi guadagna un giro, -20 a chi lo perde. Vince chi totalizza il maggior punteggio complessivo.
- Keirin: i corridori, massimo sette, partono incolonnati dietro ad una moto, che aumenta gradualmente la velocità. A 600-700 metri dall'arrivo questa si sposta e i corridori si affrontano in volata.
- Velocità a squadre: ogni squadra, composta da tre corridori, percorre tre giri di pista nel minor tempo possibile; i primi due ciclisti tirano ciascuno per un giro e poi si spostano, lanciando il terzo.
- Americana: lo svolgimento è analogo a quello della corsa a punti, ma partecipano squadre di due ciclisti. Ciascuna squadra schiera in gara un solo ciclista; questo può comunque darsi in ogni momento il cambio col compagno.
- Scratch: è una corsa di gruppo "in linea" con traguardo finale. In caso di acquisizione del giro da parte di uno o più corridori, la classifica viene stilata tenendo conto del vantaggio.
- Tandem: è simile alla velocità, ma viene disputata da due corridori in sella a un tandem.
- Mezzofondo: ciascun corridore è preceduto da un allenatore in motocicletta, che gli consente di raggiungere velocità molto elevate (70–80 km/h) grazie alla scia. Vince chi taglia per primo il traguardo.
- Corsa a eliminazione: è una prova di gruppo in cui ogni giro o ogni due giri viene eliminato il corridore la cui ruota posteriore passa per ultima il traguardo. Vince l'ultimo ciclista che rimane in pista.
- Omnium: i corridori prendono parte a quattro differenti prove: scratch, corsa tempo, corsa a eliminazione e corsa a punti. Per ognuna delle prime tre prove vengono assegnati 40 punti al primo, 38 al secondo, 36 al terzo e così via, mentre nella corsa a punti finale si assegnano i punti effettivamente ottenuti nella prova. Vince chi totalizza più punti.

Una competizione su pista molto popolare è la Sei giorni, nella quale coppie di corridori si affrontano appunto per sei giorni di gara in alcune delle specialità sopra elencate. Ciascuna gara attribuisce un punteggio. La più importante è l'americana, che ogni giorno conclude il programma, perché i giri conquistati o perduti valgono ai fini della classifica finale: le coppie che hanno dei giri di vantaggio sono classificate per prime anche se hanno meno punti.
Una tecnica particolare del ciclismo su pista è il surplace. Va citata infine la disciplina del record dell'ora: non si tratta di una vera e propria gara, ma della prova di un singolo corridore che tenta di coprire in un'ora la maggior distanza possibile (con partenza da fermo).

### Competizioni
Il ciclismo su pista fa parte del programma olimpico estivo fin dalla I Olimpiade dell'era moderna (Atene 1896). La partecipazione fino a Barcellona 1992 era riservata ai soli ciclisti dilettanti, mentre da Atlanta 1996 sono ammessi anche i professionisti.
Il campionato del mondo si tiene ogni anno in primavera in uno dei maggiori velodromi mondiali; di rilievo anche gli eventi dell'annuale Coppa del mondo. Nel corso dell'anno si corrono varie gare, fra cui anche la Sei giorni.

## Galleria d'immagini

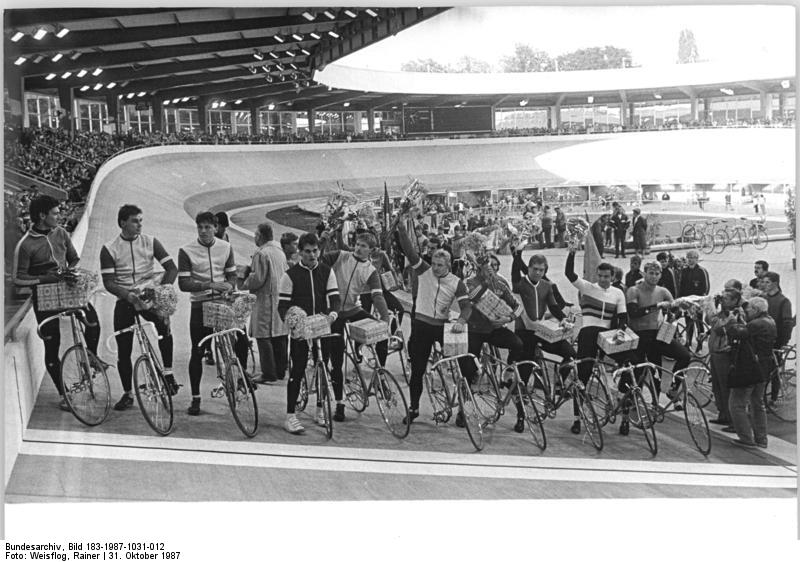
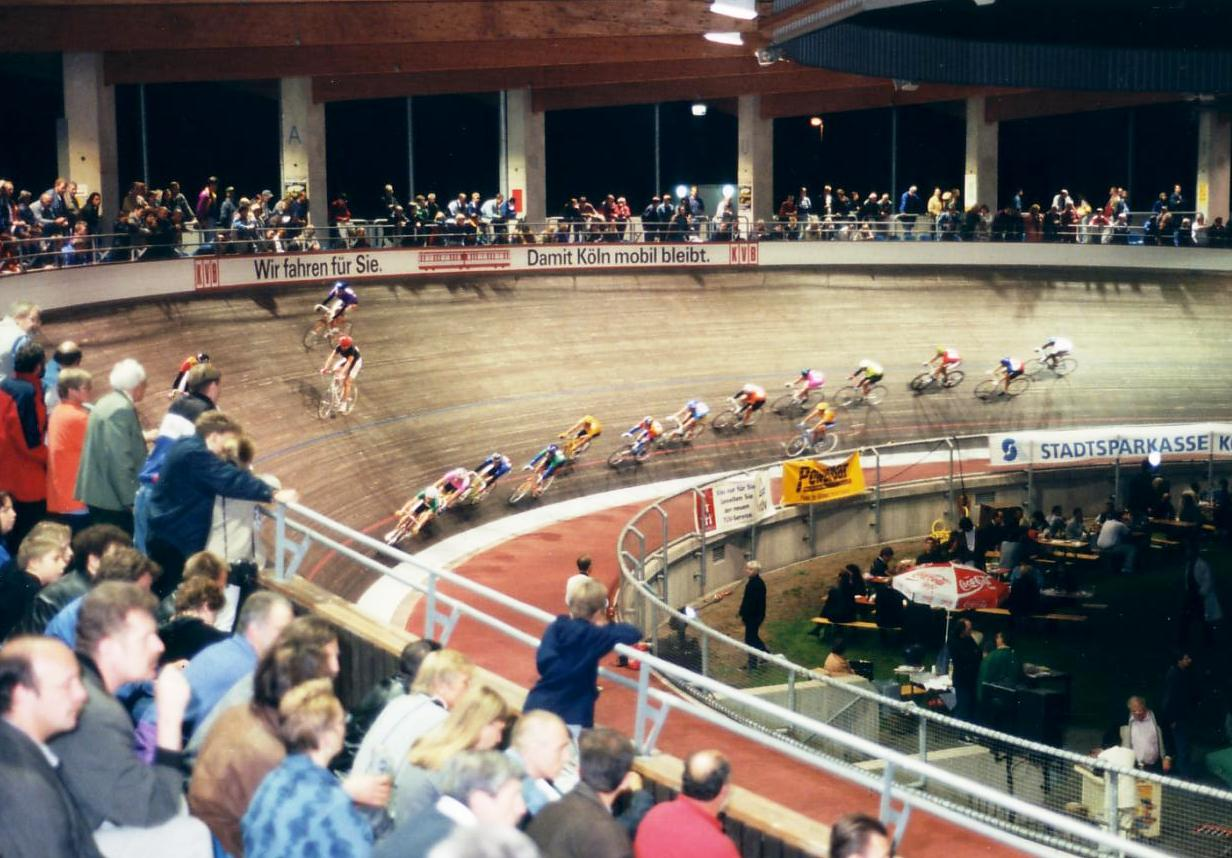
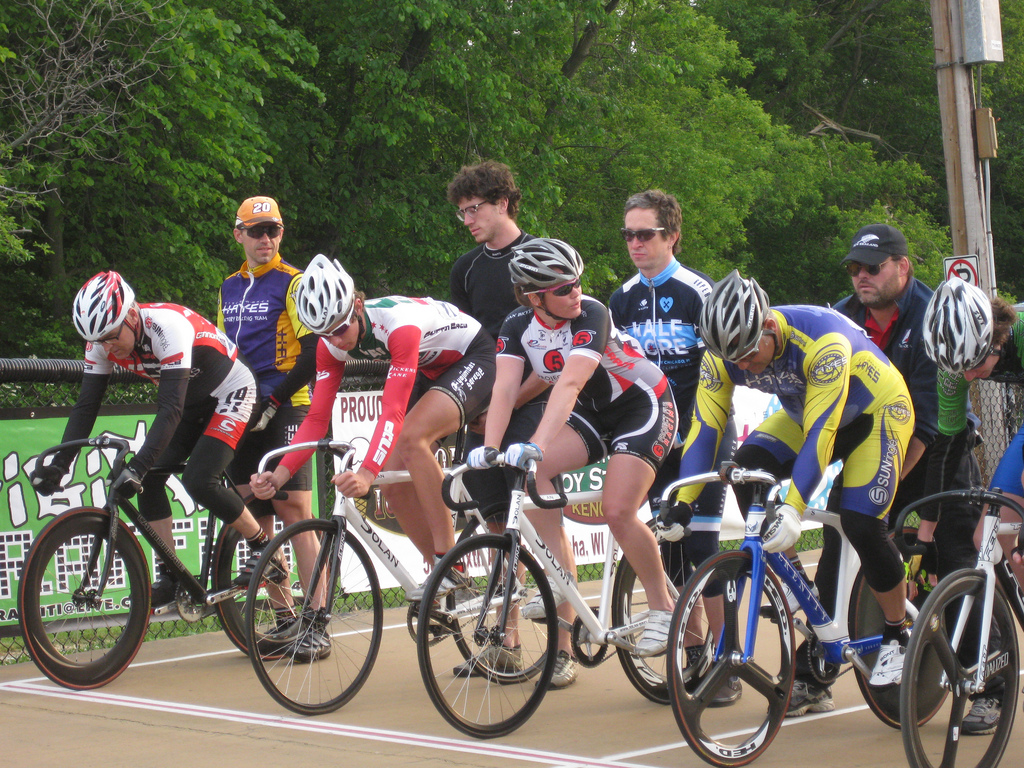
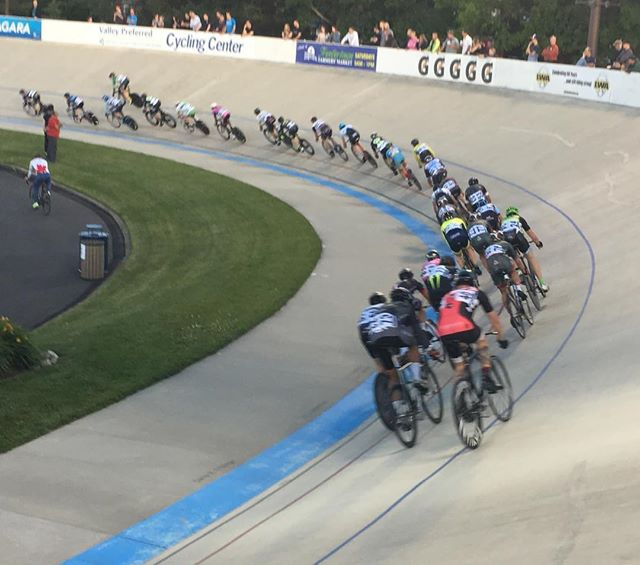
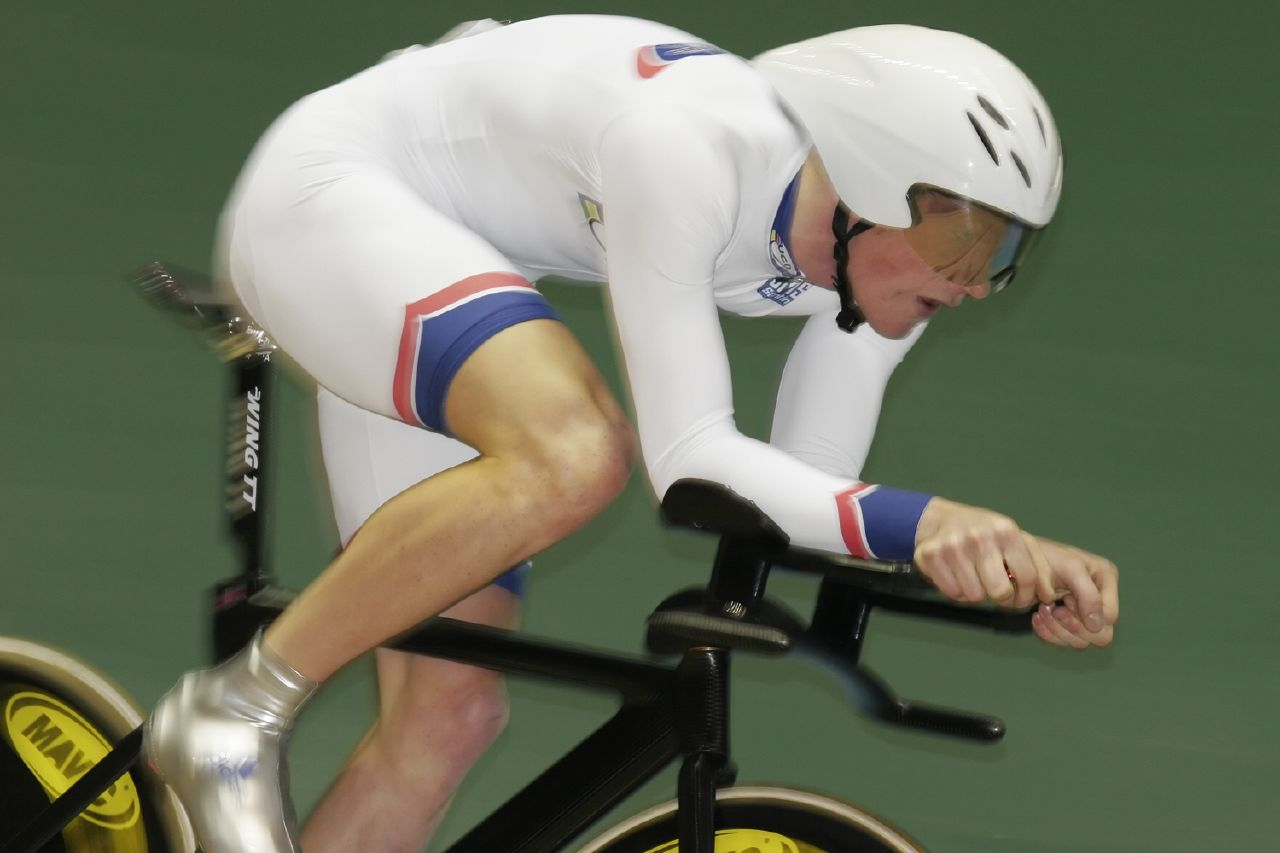